# Danyi Judit
Danyi Judit (Budapest, 1971. december 6. –) Domján Edit-díjas magyar színésznő.

## Életpályája
A budapesti Madách Imre Gimnáziumban érettségizett, majd a Gór Nagy Mária Színitanodában tanult. 1991–92-ben az Arizona Színházban játszott. 1992–96 között a Győri Nemzeti Színház tagja volt. 1998-tól játszik Kecskeméten, azóta tartozik a társulathoz, a Kecskeméti Katona József Nemzeti Színház színésznője.

### Magánélete
Férje Hegedűs Zoltán színművész. Két gyermekük: Fanni és Dániel.

## Színházi szerepei
- William Shakespeare: Hamlet.... Ophelia
- Shakespeare: Makrancos hölgy avagy a hárpia megzabolázása.... Bianca, Baptista kisebbik lánya
- Shakespeare: A Windsori víg feleségek.... Fordné
- Carlo Goldoni: Hebehurgya hölgyek.... Costanza, Luca lánya
- Goldoni: Mirandolina.... Mirandolina, fogadótulajdonos
- Pierre-Augustin Caron de Beaumarchais: Figaro házassága.... Suzanne, komorna, Figaro jegyese; Marcelina, házvezetőnő
- Ifj. Alexandre Dumas: Gautier Margit avagy a kaméliás hölgy esete.... Gautier Margit
- Anton Pavlovics Csehov: Három nővér.... Olga
- Csehov: A Manó.... Jelena Andrejevna
- Gogol: A revizor.... Anna Andrejevna, a polgármester felesége
- Eugene O’Neill: Vágy a szílfák alatt.... Abbie Putnam
- Bertolt Brecht: A jóember Szecsuánból.... Mi Csü, háztulajdonosnő
- Brecht: Baal... Erika, Dr. Piller, kritikus
- August Strindberg: Az apa.... Laura
- Arthur Miller: Az ügynök halála.... A nő
- Arisztophanész: Lüszisztraté.... Mürrhiné
- Peter Hacks: Amphitryon.... Alcmene
- Ferdinand von Schirach: Terror.... Franziska Meiser
- Thornton Wilder: A mi kis városunk... Mrs Gibbs
- Ljudmila Jevgenyjevna Ulickaja: Orosz lekvár.... Álla, úgy is, mint Jevdokija Kalugina, Rosztyiszlav felesége
- Ray Cooney: Család ellen nincs orvosság.... Rosemary Mortimore
- Ray Cooney: Páratlan Páros (1–2.) .... Mary Smith
- Ray Cooney – Tony Hilton: 1X3 néha 4.... Amy Hardcastle
- Ray Cooney – John Chapman: Ne most, drágám!.... Maude Bodley
- Agatha Christie: Az egérfogó.... Mollie Ralston
- Roland Schimmelpfennig: Berlin, Greifswalder Strasse.... Frau Teuber , (Teubchen), A Zöldszemű Nő, (Tánya)
- Roland Schimmelpfennig: Push Up 1–3.... Maria
- Ivan Kušan: Balkáni kobra.... Ankica, Ardonjak felesége
- Hirson David: A bohóc.... Marquise Therese Du Parc, Du Parc felesége
- Simon Gray: A játék vége.... Margaret
- Ingmar Bergman: Jelenetek egy házasságból.... Marianne 1
- Bernard Slade–Stan Daniels: Jövőre Veled itt!.... Doris
- Bernard Slade–Stan Daniels: Jövőre, veled, itt 2.... Doris
- Jurij Poljakov: Párcsere.... Mása
- Michael Cooney: Nem ér a nevem.... Linda Swan
- Paul Portner: Hajmeresztő.... Barbara Demarco, fodrászlány
- Donald Margulies: Vacsora négyesben.... Karen
- Peter Buckman: Most mindenki együtt.... Pauline
- Michael Frayn: Függöny fel!.... Dotty Ottley
- Sybille Berg: Helge élete.... Helge anyja
- Robert Harling: Acélmagnóliák.... Clairee Belcher, az előző polgármester özvegye
- Robert Thomas: Nyolc nő.... Pierrette
- Tim Firth: Naptárlányok.... Chris
- Vörösmarty Mihály: Csongor és Tünde.... Ledér
- Katona József: Bánk bán.... Gertrudis; Melinda
- Jókai Mór: A komédiás had, avagy Thespis kordéja.... Liptai Mária leányasszony, naiva
- Heltai Jenő: Naftalin.... Patkány Etus
- Molnár Ferenc: Játék a kastélyban.... Annie
- Molnár Ferenc: A vörös malom.... Mima
- Kaffka Margit: Hangyaboly.... Magdolna
- Bereményi Géza–Horváth Károly: Laura.... Zsuzsa, Zsolt felesége
- Schwajda György: Ballada a 301-es parcella bolondjáról... a bolond Menye
- Fazekas István: A megvádolt.... Ágika
- Kocsis István: Az áldozat.... Cecília
- Pozsgai Zsolt: Liselotte és a május.... Liselotte
- Tasnádi István: Finito.... Tigris Niki, popdíva
- Tasnádi István: Malacbefőtt.... Bauerné, Tekla, a neje (kora ismeretlen)
- Réczei Tamás: Színházi vándorok.... Liptay Mária, díva
- Réczei Tamás: Katona József, avagy légy a pókok között fickándozik.... Éva
- Réczei Tamás: Amazonok (Érzelmes zakatolás).... szereplő
- Barabás Tibor – Darvas Szilárd – Gádor Béla: Állami áruház.... Ascher Gizi, az igazgató kartárs úr titkárnője
- Tolcsvay László–Müller Péter–Müller Péter Sziámi: Isten pénze.... Mrs. Cratchit
- Szente Vajk – Galambos Attila – Juhász Levente: Kőszívű... Plankenhorst Antoinette
- Carlo Collodi: Pinokkió.... Lucia, egy bohóc, Tündér
- Méhes György – Németh Virág: Micsoda társaság!.... Anyu
- Csukás István: Utazás a szempillám mögött.... I. Vakond; Pukkancs egér; Tanítónéni; I. Nyúl; I. seregély; I. szónok
- Gimesi Dóra: Hessmese.... Aranka, Galamb
- Tóth Kata: A Jegesmedve szerelmese.... Medve Mima
- Juhász Levente – Kováts Vera: Kököjszi és Bobojsza.... Andris anyja

## Filmes és televíziós szerepei
- Céllövölde (1989)
- Video Blues (1992)
- Privát kopó (1993)
- Szomszédok (1992–1994)
- Nobel – Sophie Hess (1995)
- TV a város szélén (1998)
- Barátok közt (2013–2014)
- Karádysokk (2011)
- Nejem, nőm, csajom (2012)
- Aranyélet (2015–2018)
- Bogaras szülők (2018)
- Ki vagy te (2023)
- Ismeretlen remekmű – Gilette
- A hetedik kör – r.: Sopsits Árpád
- Petőfi – Szendrey Júlia

## Díjai, kitüntetései
- XI. Magyar Teátrum Nyári Fesztivál (A legjobb női főszereplő) 2021
- Városmajori Színházi Szemle Legjobb női mellékszereplő díja (2019)[6]
- Megyei Príma díj (2018)
- Magyar Arany Érdemkereszt (2015)
- Katona József-díj (2013)[7]
- Pék Matyi-díj (2009, 2012)
- A legjobb színésznő (2008/2009-es évad)
- Aranykecske díj (A 2004/2005-ös évad legjobb színésznője) – 2005
- Az évad színésznője (2000, 2001, 2003)
- Domján Edit-díj (2000)
- Radó-díj (1999)